# Herbert Windt
Herbert Windt est un compositeur allemand né le 15 septembre 1894 à Senftenberg (Province de Brandebourg), décédé le 23 novembre 1965 à Deisenhofen (Allemagne).

## Filmographie
- 1932 : Natur als Schützerin im Kampf ums Dasein
- 1933 : Au bout du monde
- 1933 : Morgenrot de Gustav Ucicky
- 1933 : Grüne Vagabunden
- 1933 : Les Fugitifs (Flüchtlinge)
- 1933 : Der Sieg des Glaubens
- 1934 : Die Vier Musketiere
- 1934 : Hermine und die sieben Aufrechten
- 1934 : Wilhelm Tell
- 1934 : Die Reiter von Deutsch-Ostafrika
- 1935 : Mein Leben für Maria Isabell
- 1935 : Le Triomphe de la volonté (Triumph des Willens)
- 1936 : Die Unbekannte
- 1936 : Standschütze Bruggler
- 1936 : Fährmann Maria
- 1937 : Wilde Wasser
- 1937 : Starke Herzen
- 1937 : Das schöne Fräulein Schragg
- 1937 : Unternehmen Michael
- 1938 : Nordlicht
- 1938 : Les Dieux du stade
- 1938 : Frau Sixta
- 1938 : En fils de soie (Am seidenen Faden)
- 1938 : Pour le Mérite
- 1939 : Der letzte Appell de Max W. Kimmich
- 1939 : Im Kampf gegen den Weltfeind
- 1939 : Waldrausch
- 1940 : Feldzug in Polen
- 1940 : Angelika
- 1940 : Friedrich Schiller - Le triomphe d'un génie
- 1941 : Wetterleuchten um Barbara
- 1941 : L'Appel du devoir (Über alles in der Welt)
- 1941 : Sieg im Westen
- 1941 : Stukas
- 1941 : Les Cadets
- 1942 : Die Entlassung
- 1942 : GPU
- 1943 : Paracelse (Paracelsus)
- 1943 : Besatzung Dora
- 1944 : Die Degenhardts
- 1948 : Menschen unter Haien
- 1950 : La Femme de la nuit dernière
- 1951 : Stips
- 1952 : Wenn abends die Heide träumt
- 1952 : Der Kampf der Tertia d'Erik Ode
- 1953 : Christina
- 1954 : Leuchtfeuer
- 1955 : Ciske - Ein Kind braucht Liebe
- 1955 : Heldentum nach Ladenschluß
- 1955 : Ciske, face de rat (Ciske de Rat)
- 1956 : Des roses pour Bettina (Rosen für Bettina)
- 1957 : Jenny
- 1957 : Rose Bernd
- 1958 : Une affaire diabolique (en) (Herz ohne Gnade)
- 1959 : Chiens, à vous de crever ! (Hunde, wollt ihr ewig leben)
- 1960 : Im Namen einer Mutter